# Граварвогюр
Граварвогюр (исл. Grafarvogur, исландское произношение: [ˈkraːvarˌvɔːɣʏr̥]) ― один из десяти районов города Рейкьявик, расположен на востоке от центра города. Граничит с городскими районами Лёйгардалюр, Аурбайр, Гравархольт-ог-Ульварсаурдалюр. Граварвогюр ― один из крупнейших районов Рейкьявика как по размеру, так и по численности населения. Он занимает площадь 14 км². Население на 2022 год составляло около 17 999 жителей.
Название район получил в честь залива на берегу которого он располагается.

## История
В 1180 году на территории района было святилище.
В 1982 году появился план развития территорий на востоке от Рейкьявика и Граварвогюр стал его вторым пригородом.

## Достопримечательности
В 1920-х годах была построена одна из крупнейших молочных ферм в Исландии ― Корпульфсстадир. На постройке фермы работал в качестве чернорабочего Стейдн Стейнарр, который впоследствии стал одним из самых влиятельных исландских поэтов XX века. Сейчас ферма используется как гольф-клуб, и в качестве галерей и мастерских для художников

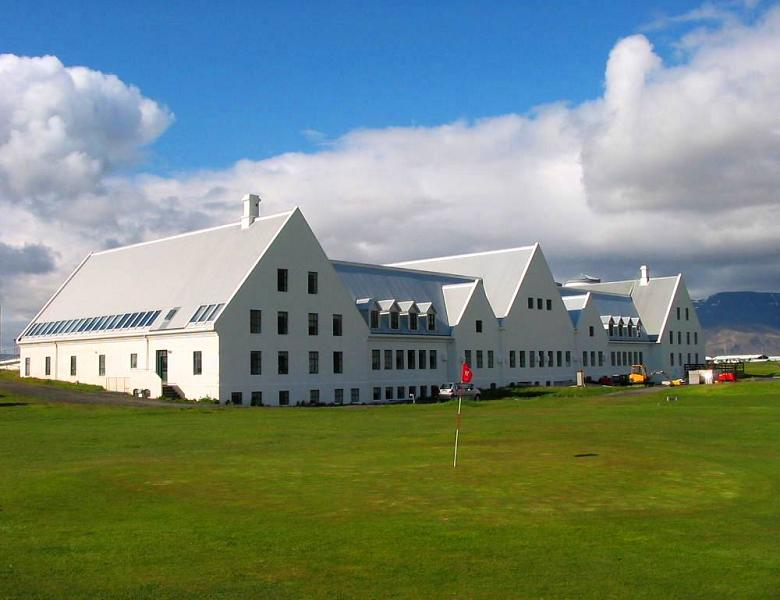
Ферма Корпульфсстадир

В 1964 году в Келдюре была построена библиотека Института экспериментальной патологии, здание которой охраняется Национальным советом по архитектурному наследию.